# Lago Deer (Terra Nova e Labrador)
O lago Deer é um lago de água doce localizado na parte ocidental da ilha da Terra Nova, Canadá.

## Descrição
O nome deste lago é derivado do apelido de família dos colonos europeus que aqui chegaram via rio Humber e Vale da Floresta do Caribu.
Na zona costeira nordeste do lago encontra-se a cidade de Deer Lake, que em 2006 apresentava uma população de 4827 habitantes. . Próxima ao local de drenagem do lago via Rio Humber, encontra-se a aldeia de Pasadena.